# Tullstorp, Landskrona kommun
Tullstorp är en småort i Örja socken i Landskrona kommun, Skåne län.